# Omar Gonzalez
Omar Alejandro Gonzalez (Dallas, 11 ottobre 1988) è un calciatore statunitense di origini messicane, difensore del Chicago Fire.

## Carriera

### Club
Nel 2009 debutta con la maglia del Los Angeles Galaxy, squadra che lo aveva prelevato dalle giovanili del Maryland Terrapins.
Nel 2016 viene acquistato dal CF Pachuca, con cui poi vincerà la CONCACAF Champions League.
Il 22 dicembre 2021 firma un contratto annuale per i New England Revolution.
Il 7 febbraio 2025, dopo aver passato la stagione 2024 al FC Dallas, viene ingaggiato dal Chicago Fire.

## Statistiche

### Presenze e reti nei club
Statistiche aggiornate al 20 ottobre 2024.
| Stagione               | Squadra                | Campionato             | Campionato | Campionato | Coppe nazionali | Coppe nazionali | Coppe nazionali | Coppe continentali | Coppe continentali | Coppe continentali | Altre coppe | Altre coppe | Altre coppe | Totale | Totale |
| Stagione               | Squadra                | Comp                   | Pres       | Reti       | Comp            | Pres            | Reti            | Comp               | Pres               | Reti               | Comp        | Pres        | Reti        | Pres   | Reti   |
| ---------------------- | ---------------------- | ---------------------- | ---------- | ---------- | --------------- | --------------- | --------------- | ------------------ | ------------------ | ------------------ | ----------- | ----------- | ----------- | ------ | ------ |
| 2009                   | LA Galaxy              | MLS                    | 30+4       | 1+0        |                 | -               | -               |                    | -                  | -                  |             | -           | -           | 34     | 1      |
| 2010                   | LA Galaxy              | MLS                    | 28+3       | 2+1        | USOC            | 1               | 0               | CCL                | 1                  | 0                  |             | -           | -           | 33     | 3      |
| 2011                   | LA Galaxy              | MLS                    | 29+4       | 2+0        | USOC            | 1               | 1               | CCL                | 6                  | 1                  |             | -           | -           | 40     | 4      |
| gen.-feb. 2012         | Norimberga             | BL                     | 0          | 0          |                 | -               | -               |                    | -                  | -                  |             | -           | -           | 0      | 0      |
| feb.-nov. 2012         | LA Galaxy              | MLS                    | 14+6       | 1+1        | USOC            | 0               | 0               | CCL                | 5                  | 1                  |             | -           | -           | 25     | 3      |
| 2013                   | LA Galaxy              | MLS                    | 27+2       | 1+0        | USOC            | 0               | 0               | CCL                | 3                  | 0                  |             | -           | -           | 32     | 1      |
| 2014                   | LA Galaxy              | MLS                    | 22+5       | 4+0        | USOC            | 0               | 0               |                    | -                  | -                  |             | -           | -           | 27     | 4      |
| 2015                   | LA Galaxy              | MLS                    | 30+1       | 1+0        | USOC            | 1               | 0               | CCL                | 0                  | 0                  |             | -           | -           | 32     | 1      |
| Totale LA Galaxy       | Totale LA Galaxy       | Totale LA Galaxy       | 180+25     | 12+2       |                 | 3               | 1               |                    | 15                 | 2                  |             | -           | -           | 223    | 17     |
| gen.-giu. 2016         | Pachuca                | MX                     | 16+6       | 1+0        |                 | -               | -               |                    | -                  | -                  | CdC         | 1           | 0           | 23     | 1      |
| 2016-2017              | Pachuca                | MX                     | 29+2       | 0          |                 | -               | -               | CCL                | 9                  | 0                  |             | -           | -           | 40     | 0      |
| 2017-2018              | Pachuca                | MX                     | 14         | 0          | CM              | 8               | 2               |                    | -                  | -                  | CmC         | 3           | 0           | 25     | 2      |
| Totale Pachuca         | Totale Pachuca         | Totale Pachuca         | 59+8       | 1+0        |                 | 8               | 2               |                    | 9                  | 0                  |             | 4           | 0           | 89     | 3      |
| 2018-2019              | Atlas                  | MX                     | 28         | 2          | CM              | 8               | 0               |                    | -                  | -                  |             | -           | -           | 36     | 2      |
| lug.-nov. 2019         | Toronto FC             | MLS                    | 14+1       | 1+0        | CC              | 1               | 0               |                    | -                  | -                  |             | -           | -           | 16     | 1      |
| 2020                   | Toronto FC             | MLS                    | 20+1       | 0          |                 | -               | -               |                    | -                  | -                  | MiB         | 4           | 0           | 25     | 0      |
| 2021                   | Toronto FC             | MLS                    | 27         | 3          | CC              | 1               | 0               | CCL                | 4                  | 0                  |             | -           | -           | 32     | 3      |
| Totale Toronto FC      | Totale Toronto FC      | Totale Toronto FC      | 61+2       | 4+0        |                 | 2               | 0               |                    | 4                  | 0                  |             | 4           | 0           | 73     | 4      |
| 2022                   | N.E. Revolution        | MLS                    | 17         | 0          | USOC            | 1               | 0               | CCL                | 2                  | 0                  |             | -           | -           | 20     | 0      |
| 2023                   | N.E. Revolution        | MLS                    | 15         | 1          | USOC            | 2               | 0               |                    | -                  | -                  | LC          | 0           | 0           | 17     | 1      |
| Totale N.E. Revolution | Totale N.E. Revolution | Totale N.E. Revolution | 32         | 1          |                 | 3               | 0               |                    | 2                  | 0                  |             | 0           | 0           | 37     | 1      |
| 2024                   | FC Dallas              | MLS                    | 15         | 0          | USOC            | 1               | 0               |                    | -                  | -                  | LC          | 1           | 0           | 17     | 0      |
| Totale carriera        | Totale carriera        | Totale carriera        | 410        | 22         |                 | 25              | 3               |                    | 30                 | 2                  |             | 9           | 0           | 474    | 27     |

### Cronologia presenze e reti in nazionale
| Cronologia completa delle presenze e delle reti in nazionale ― Stati Uniti | Cronologia completa delle presenze e delle reti in nazionale ― Stati Uniti | Cronologia completa delle presenze e delle reti in nazionale ― Stati Uniti | Cronologia completa delle presenze e delle reti in nazionale ― Stati Uniti | Cronologia completa delle presenze e delle reti in nazionale ― Stati Uniti | Cronologia completa delle presenze e delle reti in nazionale ― Stati Uniti | Cronologia completa delle presenze e delle reti in nazionale ― Stati Uniti | Cronologia completa delle presenze e delle reti in nazionale ― Stati Uniti |
| Data                                                                       | Città                                                                      | In casa                                                                    | Risultato                                                                  | Ospiti                                                                     | Competizione                                                               | Reti                                                                       | Note                                                                       |
| -------------------------------------------------------------------------- | -------------------------------------------------------------------------- | -------------------------------------------------------------------------- | -------------------------------------------------------------------------- | -------------------------------------------------------------------------- | -------------------------------------------------------------------------- | -------------------------------------------------------------------------- | -------------------------------------------------------------------------- |
| 10-8-2010                                                                  | Boston                                                                     | Stati Uniti                                                                | 0 – 2                                                                      | Brasile                                                                    | Amichevole                                                                 | -                                                                          |                                                                            |
| 21-1-2011                                                                  | Carson                                                                     | Stati Uniti                                                                | 1 – 1                                                                      | Cile                                                                       | Amichevole                                                                 | -                                                                          | 46’                                                                        |
| 29-1-2013                                                                  | Houston                                                                    | Stati Uniti                                                                | 0 – 0                                                                      | Canada                                                                     | Amichevole                                                                 | -                                                                          |                                                                            |
| 6-2-2013                                                                   | San Pedro Sula                                                             | Honduras                                                                   | 1 – 2                                                                      | Stati Uniti                                                                | Qual. Mondiali 2014                                                        | -                                                                          |                                                                            |
| 22-3-2013                                                                  | Commerce City                                                              | Stati Uniti                                                                | 1 – 0                                                                      | Costa Rica                                                                 | Qual. Mondiali 2014                                                        | -                                                                          |                                                                            |
| 26-3-2013                                                                  | Città del Messico                                                          | Messico                                                                    | 0 – 0                                                                      | Stati Uniti                                                                | Qual. Mondiali 2014                                                        | -                                                                          |                                                                            |
| 28-5-2013                                                                  | East Rutherford                                                            | Stati Uniti                                                                | 2 – 4                                                                      | Belgio                                                                     | Amichevole                                                                 | -                                                                          |                                                                            |
| 2-6-2013                                                                   | Washington                                                                 | Stati Uniti                                                                | 4 – 3                                                                      | Germania                                                                   | Amichevole                                                                 | -                                                                          |                                                                            |
| 7-6-2013                                                                   | Kingston                                                                   | Giamaica                                                                   | 1 – 2                                                                      | Stati Uniti                                                                | Qual. Mondiali 2014                                                        | -                                                                          |                                                                            |
| 11-6-2013                                                                  | Seattle                                                                    | Stati Uniti                                                                | 2 – 0                                                                      | Panama                                                                     | Qual. Mondiali 2014                                                        | -                                                                          |                                                                            |
| 18-6-2013                                                                  | Sandy                                                                      | Stati Uniti                                                                | 1 – 0                                                                      | Honduras                                                                   | Qual. Mondiali 2014                                                        | -                                                                          |                                                                            |
| 28-7-2013                                                                  | Chicago                                                                    | Stati Uniti                                                                | 1 – 0                                                                      | Panama                                                                     | Gold Cup 2013 - Finale                                                     | -                                                                          | 88’                                                                        |
| 6-9-2013                                                                   | San José                                                                   | Costa Rica                                                                 | 1 – 3                                                                      | Stati Uniti                                                                | Qual. Mondiali 2014                                                        | -                                                                          |                                                                            |
| 10-9-2013                                                                  | Columbus                                                                   | Stati Uniti                                                                | 2 – 0                                                                      | Messico                                                                    | Qual. Mondiali 2014                                                        | -                                                                          |                                                                            |
| 15-11-2013                                                                 | Glasgow                                                                    | Scozia                                                                     | 0 – 0                                                                      | Stati Uniti                                                                | Amichevole                                                                 | -                                                                          |                                                                            |
| 19-11-2013                                                                 | Vienna                                                                     | Austria                                                                    | 1 – 0                                                                      | Stati Uniti                                                                | Amichevole                                                                 | -                                                                          |                                                                            |
| 1-2-2014                                                                   | Carson                                                                     | Stati Uniti                                                                | 2 – 0                                                                      | Corea del Sud                                                              | Amichevole                                                                 | -                                                                          |                                                                            |
| 3-4-2014                                                                   | Glendale                                                                   | Stati Uniti                                                                | 2 – 2                                                                      | Messico                                                                    | Amichevole                                                                 | -                                                                          |                                                                            |
| 27-5-2014                                                                  | San Francisco                                                              | Stati Uniti                                                                | 2 – 0                                                                      | Azerbaigian                                                                | Amichevole                                                                 | -                                                                          | 46’                                                                        |
| 6-6-2014                                                                   | Jacksonville                                                               | Stati Uniti                                                                | 2 – 1                                                                      | Nigeria                                                                    | Amichevole                                                                 | -                                                                          | 80’                                                                        |
| 23-6-2014                                                                  | Manaus                                                                     | Stati Uniti                                                                | 2 – 2                                                                      | Portogallo                                                                 | Mondiali 2014 - 1º turno                                                   | -                                                                          | 90+1’                                                                      |
| 26-6-2014                                                                  | Recife                                                                     | Stati Uniti                                                                | 0 – 1                                                                      | Germania                                                                   | Mondiali 2014 - 1º turno                                                   | -                                                                          | 37’                                                                        |
| 1-7-2014                                                                   | Salvador                                                                   | Belgio                                                                     | 2 – 1 dts                                                                  | Stati Uniti                                                                | Mondiali 2014 - Ottavi di finale                                           | -                                                                          |                                                                            |
| 10-10-2014                                                                 | East Rutherford                                                            | Stati Uniti                                                                | 1 – 1                                                                      | Ecuador                                                                    | Amichevole                                                                 | -                                                                          | 62’                                                                        |
| 15-4-2015                                                                  | San Antonio                                                                | Stati Uniti                                                                | 2 – 0                                                                      | Messico                                                                    | Amichevole                                                                 | -                                                                          |                                                                            |
| 3-7-2015                                                                   | Nashville                                                                  | Stati Uniti                                                                | 4 – 0                                                                      | Guatemala                                                                  | Amichevole                                                                 | -                                                                          | 46’                                                                        |
| 10-7-2015                                                                  | Foxborough                                                                 | Stati Uniti                                                                | 1 – 0                                                                      | Haiti                                                                      | Gold Cup 2015 - 1º turno                                                   | -                                                                          |                                                                            |
| 18-7-2015                                                                  | Baltimora                                                                  | Stati Uniti                                                                | 6 – 0                                                                      | Cuba                                                                       | Gold Cup 2015 - Quarti di finale                                           | 1                                                                          |                                                                            |
| 25-7-2015                                                                  | Chester                                                                    | Stati Uniti                                                                | 1 – 1 dts (2 – 3 dtr)                                                      | Panama                                                                     | Gold Cup 2015 - Finale 3º posto                                            | -                                                                          |                                                                            |
| 4-9-2015                                                                   | Washington                                                                 | Stati Uniti                                                                | 2 – 1                                                                      | Perù                                                                       | Amichevole                                                                 | -                                                                          | 46’                                                                        |
| 25-3-2016                                                                  | Città del Guatemala                                                        | Guatemala                                                                  | 2 – 0                                                                      | Stati Uniti                                                                | Qual. Mondiali 2018                                                        | -                                                                          | 66’                                                                        |
| 6-9-2016                                                                   | Jacksonville                                                               | Stati Uniti                                                                | 4 – 0                                                                      | Trinidad e Tobago                                                          | Qual. Mondiali 2018                                                        | -                                                                          |                                                                            |
| 10-10-2016                                                                 | Washington                                                                 | Stati Uniti                                                                | 1 – 1                                                                      | Nuova Zelanda                                                              | Amichevole                                                                 | -                                                                          |                                                                            |
| 11-11-2016                                                                 | Columbus                                                                   | Stati Uniti                                                                | 1 – 2                                                                      | Messico                                                                    | Qual. Mondiali 2018                                                        | -                                                                          |                                                                            |
| 15-11-2016                                                                 | San José                                                                   | Costa Rica                                                                 | 4 – 0                                                                      | Stati Uniti                                                                | Qual. Mondiali 2018                                                        | -                                                                          |                                                                            |
| 24-3-2017                                                                  | San Jose                                                                   | Stati Uniti                                                                | 6 – 0                                                                      | Honduras                                                                   | Qual. Mondiali 2018                                                        | -                                                                          |                                                                            |
| 28-3-2017                                                                  | Panama                                                                     | Panama                                                                     | 1 – 1                                                                      | Stati Uniti                                                                | Qual. Mondiali 2018                                                        | -                                                                          |                                                                            |
| 3-6-2017                                                                   | Sandy                                                                      | Stati Uniti                                                                | 1 – 1                                                                      | Venezuela                                                                  | Amichevole                                                                 | -                                                                          | 46’                                                                        |
| 11-6-2017                                                                  | Città del Messico                                                          | Messico                                                                    | 1 – 1                                                                      | Stati Uniti                                                                | Qual. Mondiali 2018                                                        | -                                                                          |                                                                            |
| 1-7-2017                                                                   | East Rutherford                                                            | Stati Uniti                                                                | 2 – 1                                                                      | Ghana                                                                      | Amichevole                                                                 | -                                                                          | 88’                                                                        |
| 8-7-2017                                                                   | Nashville                                                                  | Stati Uniti                                                                | 1 – 1                                                                      | Panama                                                                     | Gold Cup 2017 - 1º turno                                                   | -                                                                          |                                                                            |
| 12-7-2017                                                                  | Tampa                                                                      | Stati Uniti                                                                | 3 – 2                                                                      | Martinica                                                                  | Gold Cup 2017 - 1º turno                                                   | 1                                                                          |                                                                            |
| 19-7-2017                                                                  | Filadelfia                                                                 | Stati Uniti                                                                | 2 – 0                                                                      | El Salvador                                                                | Gold Cup 2017 - Quarti di finale                                           | 1                                                                          |                                                                            |
| 22-7-2017                                                                  | Arlington                                                                  | Costa Rica                                                                 | 0 – 2                                                                      | Stati Uniti                                                                | Gold Cup 2017 - Semifinale                                                 | -                                                                          | 61’                                                                        |
| 26-7-2017                                                                  | Santa Clara                                                                | Stati Uniti                                                                | 2 – 1                                                                      | Giamaica                                                                   | Gold Cup 2017 - Finale                                                     | -                                                                          |                                                                            |
| 5-9-2017                                                                   | San Pedro Sula                                                             | Honduras                                                                   | 1 – 1                                                                      | Stati Uniti                                                                | Qual. Mondiali 2018                                                        | -                                                                          |                                                                            |
| 6-10-2017                                                                  | Orlando                                                                    | Stati Uniti                                                                | 4 – 0                                                                      | Panama                                                                     | Qual. Mondiali 2018                                                        | -                                                                          |                                                                            |
| 10-10-2017                                                                 | Couva                                                                      | Trinidad e Tobago                                                          | 2 – 1                                                                      | Stati Uniti                                                                | Qual. Mondiali 2018                                                        | -                                                                          | 90+1’                                                                      |
| 26-3-2019                                                                  | Houston                                                                    | Stati Uniti                                                                | 1 – 1                                                                      | Cile                                                                       | Amichevole                                                                 | -                                                                          |                                                                            |
| 5-6-2019                                                                   | Washington                                                                 | Stati Uniti                                                                | 0 – 1                                                                      | Giamaica                                                                   | Amichevole                                                                 | -                                                                          |                                                                            |
| 26-6-2019                                                                  | Kansas City                                                                | Panama                                                                     | 0 – 1                                                                      | Stati Uniti                                                                | Gold Cup 2019 - 1º turno                                                   | -                                                                          | Cap.                                                                       |
| 30-6-2019                                                                  | Filadelfia                                                                 | Stati Uniti                                                                | 1 – 0                                                                      | Curaçao                                                                    | Gold Cup 2019 - Quarti di finale                                           | -                                                                          | 90+2’                                                                      |
| Totale                                                                     |                                                                            | Presenze                                                                   | 52                                                                         |                                                                            | Reti                                                                       | 3                                                                          |                                                                            |

## Palmarès

### Club

#### Competizioni nazionali
- MLS Supporters' Shield: 2

LA Galaxy: 2010, 2011
- Campionato MLS: 3

LA Galaxy: 2011, 2012, 2014
- Campionato messicano: 1

Pachuca: Clausura 2016

#### Competizioni internazionali
- CONCACAF Champions League: 1

Pachuca: 2016-2017

### Nazionale
- Gold Cup: 2

2013, 2017

### Individuale
- MLS Best XI: 4

2010, 2011, 2013, 2014